# Patrística
La patrística es el estudio del cristianismo de los primeros siglos y de sus primeros autores conocidos como padres de la Iglesia. La patrística es la fase en la historia de la organización y la teología cristiana que abarca desde el fin del cristianismo primitivo, con la consolidación del canon neotestamentario, hasta alrededor del siglo VIII. Se considera que el periodo abarca desde la parte final del Nuevo Testamento o el fin de la Era Apostólica, hasta el 451 (año del Concilio de Calcedonia) o el 787 (año del Segundo Concilio de Nicea). 
En su contenido ideológico, la patrística se caracterizó por ser el periodo en que se gestó el contenido doctrinal de las creencias religiosas cristianas, así como su defensa apologética contra los ataques de las religiones paganas primero, y sucesivamente de las interpretaciones que dieron lugar a las herejías, después. Durante este período, el cristianismo es difundido masivamente por los profetas, tomando fuerza entre la población y desplazando a las religiones politeístas. 
Para ser reconocido un padre de la Iglesia, era necesario reunir las siguientes condiciones: 
- Antigüedad
- Santidad de la vida
- Doctrina ortodoxa
- Aprobación eclesiástica

La religión cristiana encontró en la filosofía griega los argumentos para justificar su doctrina, pues la religión cristiana era para los padres de la Iglesia la expresión cumplida y definitiva de las verdades que la filosofía griega había logrado encontrar de manera imperfecta y parcial.
La palabra deriva de la forma combinada del latín pater y del griego patḗr, 'padre', y hace referencia a los padres de la Iglesia, los teólogos cuya interpretación dominaría la historia del dogma. La influencia apologética se debió entre otras cosas al ataque hostil, y por penetrar en los datos de la revelación, el de formarse una imagen totalizadora del mundo y de la vida humana a la luz de la fe. El progreso de lo implícito a lo explícito fue un progreso en la  ciencia teológica; en el proceso de argumentación y definición se emplearon conceptos y categorías tomados de la filosofía. La filosofía imperante era el platonismo, neoplatonismo (con toque estoico).
Los escritores cristianos no hicieron distinción entre filosofía y teología. Estos mostraron una divergencia de actitud ante la filosofía clásica: como enemiga o como utilidad.[cita requerida]
Algunos de los principales representantes de esta etapa fueron Mario Victorino, Boecio, Isidoro de Sevilla, San Agustín de Hipona, Juan Escoto Erígena, entre otros.

## Comunidad de Alejandría, Egipto
Durante este tiempo surgieron figuras destacadas en defensa de la nueva fe cristiana. En torno de la comunidad de Alejandría, en Egipto, gran centro cultural del mundo romano, se formó una escuela en la que brillaron Clemente de Alejandría (150-215) y su discípulo Orígenes (185-254): cabe mencionar que la comunidad de Alejandría estaba en contra de las herejías gnósticas; Filón y Clemente de Alejandría fueron pieza clave para esta aportación. Basados en las filosofías griegas, se introdujeron en el modo de pensar de bastantes personas. Clemente de Alejandría era escuchado por ricos y pobres, personas de clase alta, políticos, etc. y por gente humilde; se dice que se sabía de memoria los diálogos de Platón y hacía continuo uso de ellos.

## Orígenes
Orígenes escribió numerosas obras (unas 800) y aunque incurrió en algunos errores graves, debido a su intento de "explicar" orgánicamente todas las dificultades que pudieran presentarse ante la reflexión de las creencias cristianas, en unos momentos en que el dogma no estaba todavía fijado por completo, no cabe atribuir su actitud a afán polémico o sensacionalista, sino a un íntimo deseo de aprender toda la verdad. Este afán común a muchos espíritus cultos de la época llevó a polémicas apasionadas. De la pasión que se vertía en los escritos polémicos de los primeros siglos de la Iglesia, podrán dar idea las siguientes palabras de Zonaro referentes a la persecución de Decio: 

En este tiempo (250) también fue llevado Orígenes, como cristiano, ante el tribunal de los perseguidores de la Iglesia, pero no recibió la corona, sin duda por no considerarlo digno de ella Decio, a causa de la impiedad de sus sentimientos; y a pesar de que padeció tormentos por la causa de la fe, perdió su rango de confesor. Ya hemos dicho que habiéndole inspirado excesiva vanidad la grandeza de su saber y su elocuencia, en vez de seguir la doctrina de los antiguos Padres, quiso inventar una nueva; sacó del falso tesoro de su corazón execrables blasfemias contra los sagrados misterios de la Trinidad y de la Encarnación y sembró las semillas de casi todos los errores que han aparecido después. Enseñó que el Hijo único del Eterno Padre había sido creado y que no participaba de la gloria y sustancia divinas. Hizo inferior al Espíritu Santo al Padre y al Hijo, asegurando que el Padre no pudo ser visto por el Hijo, ni el Hijo por el Espíritu Santo; de la misma manera que no puede serlo el Espíritu Santo por los ángeles ni los ángeles por los hombres. Estas fueron las blasfemias de Orígenes contra la santa y consustancial Trinidad. Por lo que se refiere al misterio de la Encarnación, tuvo la impiedad de negar que el Salvador tomase en el seno de la Virgen cuerpo animado de alma racional: pretendiendo que el Verbo estaba unido a un alma antes de la creación del mundo y que posteriormente se encarnó con aquella alma, tomando un cuerpo desprovisto de alma inteligente y racional. Sostiene también que el Señor abandonó su cuerpo y que su reinado debe concluir. Dice además que el suplicio de los demonios es temporal y pasado éste se les restablecerá en su primitiva felicidad, imaginando que los hombres y los demonios quedarán justificados de sus pecados algún día y que entonces todos se reunirán.
 Zonaro, Historia Augusta: Decio.

## África noroccidental
Dos grandes personalidades del África noroccidental fueron el presbítero Tertuliano (160-245), originario de Cartago, y su discípulo el obispo San Cipriano (160-258), de Cartago también, decapitado en la persecución de Valeriano. 

### Tertuliano
Tertuliano, iniciado en el culto de Mitra cuando joven, debió convertirse después al cristianismo y luego pasó (213) al montanismo, creencia considerada entonces herejía, predicada por el frigio Montano, enemigo de la Iglesia jerarquizada. Tertuliano fue un rigorista extremado.

### San Cipriano
San Cipriano, retórico convertido al cristianismo en edad madura, es un asceta y un moralista, pero es sobre todo un espíritu práctico. Dos problemas le preocupan en especial: el de los lapsi cristianos asustadizos que ante la persecución negaban su condición de tales y prestaban adoración al emperador (a quienes considera readmisibles en el seno de la Iglesia mediante ciertas condiciones), y el de los bautizados por los considerados herejes (que no cree lo estén en realidad). 
Una de las obras de San Cipriano, escrita en 251 con ocasión del cisma provocado en Roma por Novaciano al negar a la Iglesia el derecho a readmitir a los lapsi en la comunión de los fieles, se titula "La Unidad de la Iglesia católica", y en ella advierte que no todos los peligros derivan de la persecución: "no hay que temer únicamente la persecución o todo aquello que con descubierta acometida se dirige a derribar y derrotar a los siervos de Dios; cuando el peligro está a la vista, es más fácil la cautela, y cuando el adversario se declara, el ánimo se apresta de antemano al combate. Hay que temer sí y guardarse más del enemigo cuando se presenta a escondidas, cuando engañando con cara de paz, se arrastra con paso oculto" (cap. I). "¿Y qué cosa más astuta y sutil, que el enemigo encubierto y apostado junto a la senda de Cristo (...) tramara un nuevo engaño, como el de engañar a los incautos con el mismo título de nombre cristiano? Inventó, pues, herejías y cismas, con los cuales destruye la fe, corrompe la verdad, rompe la unidad". "Todo esto sucede", sigue diciendo Cipriano, "por no volver al origen de la verdad, por no buscar la cabeza" (cap. III). Y recuerda entonces las palabras de Jesucristo a San Pedro cuando cimentó en él su iglesia. "Sobre uno únicamente, insiste, edifica su iglesia". "Quien no se cuenta en esta unidad de la Iglesia ¿cree que tiene la fe?". 

La esposa de Cristo, la Iglesia, según imagen de San Pablo, que es incorrupta y honrada, no puede adulterar. Ha conocido una sola casa y guarda, con casto pudor, la santidad de un solo lecho. Ella nos guarda para Dios, ella anota para el reino los hijos que engendró. Quien separándose de la Iglesia se junta a una adúltera, este tal se separa de las promesas de la Iglesia y no alcanzará los premios de Cristo, quien abandonó la Iglesia de Cristo. El tal extraño es profano, es enemigo. Ya no puede tener por padre a Dios, quien no tiene a la Iglesia por madre.
Caps. IV y VI.

### Patrística griega
- San Pablo
- Justino de Flavia
- Clemente de Alejandría
- Orígenes
- Gregorio de Nisa
- Hipólito de Antioquia
- Ireneo de Lyon

Después del concilio de Nicea: 
- el pseudo Dionisio
- San Basilio de Cesarea
- San Juan Crisóstomo
- Osio de Córdoba
- San Atanasio

### Patrística latina
- Patrologia Latina
- Tertuliano
- Lactancio
- Agustín de Hipona
- Clemente Romano